# 2010년 한국프로야구 신인 드래프트
작년 회의까지는 지역연고를 바탕으로 한 '1차 지명'과 지역연고에 상관없이 선수를 지명하는 '2차 지명'으로 구분되어 있었으나, 이번 회의부터 '1차 지명'제도를 폐지하고 '전면 드래프트'제를 도입하였다. 하지만, 1차 지명제도가 폐지되면서 고교 유망주들의 해외유출과 지역 프랜차이즈 스타의 필요성 등을 이유로 다시 부활시켜야 한다는 주장이 프로야구팀 스카우트들을 중심으로 나오고 있다.
한편, 이번 회의는 대한민국 프로 스포츠의 신인선수 지명 회의 사상 최초로 KBO 홈페이지와 MBC 스포츠+ 채널을 통해 생중계 되었다.

## 지명방식
프로 야구 출범 이후로 처음으로 전면 드래프트가 이루어지고, 홀수 라운드는 전년도 순위의 역순, 짝수 라운드는 전년도 순위대로 지명하는 방식이다. 최종 10라운드까지 진행되므로, 팀당 최대 10명까지 선발이 가능하다.

## 대상인원
고졸 예정자 497명, 대졸 예정자 244명, 경찰청 6명, 기타 2 명 등 총 749명이다.

## 지명 결과
| 라운드 | LG                   | 넥센                   | KIA                    | 한화                     | 삼성                   | 롯데                 | 두산                   | SK                         |
| ------ | -------------------- | ---------------------- | ---------------------- | ------------------------ | ---------------------- | -------------------- | ---------------------- | -------------------------- |
| 1      | 신정락 (고려대,투수) | 김건태 (진흥고,투수)   | 심동섭 (광주일고,투수) | 김용주 (북일고,투수)     | 임진우 (고려대,투수)   | 홍재영 (경남고,투수) | 장민익 (효천고,투수)   | 문광은 (동의대,투수)       |
| 2      | 이승현 (화순고,투수) | 정회찬 (원광대,투수)   | 임기준 (진흥고,투수)   | 김재우 (북일고,외야)     | 김현우 (한민대,투수)   | 이현준 (야탑고,투수) | 이재학 (대구고,투수)   | 박종훈 (군산상고,투수)     |
| 3      | 유경국 (동성고,투수) | 김대유 (부산고,투수)   | 이인행 (덕수고,내야)   | 안승민 (공주고,투수)     | 정민우 (개성고,포수)   | 오태곤 (청원고,내야) | 정대현 (성남고,투수)   | 김정훈 (경희대,포수)       |
| 4      | 이성진 (경남고,투수) | 문성현 (충암고,투수)   | 임한용 (건국대,외야)   | 이상훈 (성균관대,외야)   | 백상원 (단국대,내야)   | 김근호 (대전고,투수) | 김상훈 (경북고,투수)   | 이재인 (제주산대,투수)     |
| 5      | 이태원 (동국대,포수) | 이창섭 (경성대,내야)   | 이제우 (신일고,내야)   | 이태양 (효천고,투수)     | 김재우 (인하대,투수)   | 변용선 (중앙대,포수) | 김준호 (경남고,외야)   | 최윤석 (홍익대,내야)       |
| 6      | 김창혁 (부산고,포수) | 안규성 (선린인고,투수) | 김태훈 (영남대,포수)   | 김동빈 (서울고,내야)     | 안성필 (영남대,외야)   | 황성웅 (홍익대,투수) | 문상철 (배명고,내야)   | 이상백 (경성대,투수)       |
| 7      | 유재호 (대구고,외야) | 이해창 (한양대,포수)   | 홍재호 (고려대,내야)   | 김경태 (동산고,투수)     | 이규대 (대불대,투수)   | 이정윤 (경남고,내야) | 강백산 (광주일고,외야) | 김문홍 (디지털문예대,내야) |
| 8      | 배민관 (야탑고,투수) | 임성학 (동의대,외야)   | 이정훈 (충암고,투수)   | 김경도 (덕수고,내야)     | 길태곤 (개성고,투수)   | 오윤석 (경기고,내야) | 김건효 (장충고,내야)   | 조성우 (한민대,내야)       |
| 9      | 김지용 (영동대,투수) | 장종덕 (영남대,내야)   | 최유진 (서울고,외야)   | 유재상 (강릉영동대,포수) | 문선엽 (마산고,외야)   | 안상민 (경남고,외야) | 조윤성 (경기고,외야)   | 최원재 (성균관대,투수)     |
| 10     | 최우정 (북일고,내야) |                        |                        | 이성곤 (경기고,내야)     | 김민곤 (구미전공,투수) |                      | 김선민 (홍익대,내야)   |                            |

※'ㄹ'자 방식으로 지명 순서를 정함.

## 참조
1. ↑  “프로야구 전면 드래프트, 사상 첫 도입”. 뉴시스. 2007년 1월 31일. 2009년 6월 21일에 확인함.
2. ↑  “프로야구 스카우트들 '1차 지명 부활하자'”. 일간스포츠. 2009년 4월 21일. 2009년 6월 21일에 확인함.[깨진 링크(과거 내용 찾기)]
3. ↑  고려대학교 진학
4. 1 2  고려대학교 진학
5. ↑  인하대학교 진학
6. ↑  원광대학교 진학
7. ↑  동국대학교 진학
8. ↑  경남대학교 진학